# پس‌مرجعی
پس‌مرجعی در زبان‌شناسی رابطهٔ میان ضمیر و مرجع است که در آن ضمیر پیش از مرجع قرار می‌گیرد.
در زبان فارسی، معمولاً ابتدا مرجع معرفی می‌شود و سپس با استفاده از ضمیر به آن ارجاع داده می‌شود، مانند جملهٔ زیر:
- نسرین، در حالی که دامنش کثیف شده بود، به خانه برگشت.

در جملهٔ بالا نسرین مرجع است و ضمیر ش به آن برمی‌گردد. این جمله مثالی از پیش‌مرجعی بود.
اما اگر نسرین در جمله جلو رانده شود به‌گونه‌ای که پس از ضمیر قرار گیرد، با رابطهٔ پس‌مرجعی مواجه خواهیم شد، مانند جملهٔ زیر:
- در حالی که دامنش کثیف شده بود، نسرین به خانه برگشت.

در جملهٔ بالا ابتدا ضمیر ش آمده و سپس مرجعش نسرین. پس‌مرجعی در نثر فارسی رایج نیست. ولی در زبان‌های دیگر، مثلاً انگلیسی، ممکن است رایج و مقبول باشد. در زیر، مثالی از پس‌مرجعی در زبان انگلیسی آمده است:
- When he arrived home, John went to sleep

ضمیر he به اسم John ارجاع دارد.